# メディ・サドゥン
メディ・サドゥン（Medi Sadoun、1973年7月8日 - ）は、フランスの俳優・歌手 

## 人物
1973年7月8日、パリ13区にアルジェリア人の父とイタリア人の母のもとに生まれる。
1999年、ラッパーとしてCDデビュー。2009年にはパリ最大のキャパシティを誇るAccroHotels Arenaでライブをした。
2005年よりMTVフランスの番組「Mouloud TV」にてスケッチなどのコメディを演じ人気を博す。
2012年に主演を果たした映画「 Les Kaïra 」は同年最も観客動員を記録したフランス映画となった。
2014年に次女の婿として出演した『最高の花婿』では世界的なヒットを記録し、世界的にも名が知れ渡ることになった。